# Bishopstone (Fovant and Chalke Valley)
Bishopstone – wieś i civil parish w Anglii, w hrabstwie Wiltshire. Leży 9 km na południowy zachód od miasta Salisbury i 135 km na południowy zachód od Londynu. W 2011 roku civil parish liczyła 684 mieszkańców.